# Slack space
Slack space är outnyttjat lagringsutrymme på hårddisken. Slack space finns i fyra olika varianter: volume slack, file system slack, file slack och ram slack.

## Volume slack
Är det utrymme som finns mellan slutet på filsystemet och volymen (partitionen).

## File system slack
När ett filsystem har större kluster än 1 så kan det bildas file system slack och utgörs av att volymens storlek inte är jämnt delbar med klusterstorleken.

## File slack
Är det utrymme som bildas när en fil inte helt fyller upp sista klustret. Om ett kluster består av 4 sektorer och filen är 5 sektorer stor så blir det 3 sektorer över till nästa klustergräns. Dessa 3 sektorer utgör file slack.

## Ram slack
Ram slack är det utrymme som bildas när en fil inte helt fyller upp sista sektorn. Detta område har fått sitt namn efter att Microsoft brukade fylla ut området med data från RAM-minnet. Numera fyller de ut det området med nollor.